# Atalanta Bergamasca Calcio 1987-1988
Questa pagina raccoglie i dati riguardanti l'Atalanta Bergamasca Calcio nelle competizioni ufficiali della stagione 1987-1988.

## Stagione
L'annata 1987-1988 ritrova l'Atalanta in serie B a causa della retrocessione della precedente stagione, ma anche qualificata nella competizione europea della Coppa delle Coppe, grazie al fatto di avere disputato a giugno le finali di Coppa Italia contro il Napoli campione d'Italia, e quindi iscritto alla Coppa dei Campioni.
La stagione per la truppa guidata da Emiliano Mondonico non comincia nel migliore dei modi, vista l'eliminazione dalla Coppa Italia al primo turno, nel settimo girone di qualificazione. In questi gironi la vittoria vale 3 punti, ed in caso di parità, come ad Arezzo, si va ai calci di rigore, chi vince si prende 2 punti, chi perde un solo punto. Il campionato, pur a fasi alterne, vede sempre la squadra bergamasca nelle zone nobili della classifica, ed anche se con qualche affanno, la promozione arriva puntuale, all'ultima giornata d campionato con 47 punti, grazie all'(1-0) interno sul Messina, con una sola lunghezza di vantaggio sul Catanzaro, la Dea risale così in Serie A con Bologna, Lecce e Lazio.
Ma il motivo per il quale questa stagione sarà a lungo ricordata dai tifosi atalantini è senza dubbio il cammino che ha portato i neroazzurri fino alle semifinali della Coppa delle Coppe. Anche qui, dopo un avvio incerto coinciso con una sconfitta nella gara di andata con i dilettanti gallesi del Merthyr Tydfil vi è stato un costante miglioramento nelle prestazioni che hanno portato la qualificazione ai turni successivi a spese dei suddetti gallesi prima, dei greci dell'OFI Creta negli ottavi, per incontrare nei quarti di finale lo Sporting Lisbona, già affrontato nella medesima competizione ventiquattro anni prima. La gara di andata ha visto i bergamaschi imporsi (2-0) grazie alle reti di Nicolini e Cantarutti, mentre nella partita di ritorno, disputata allo stadio José Alvalade, di nuovo una rete di Cantarutti ha messo il sigillo sulla qualificazione alle semifinali, in cui il sorteggio ha assegnato all'Atalanta i belgi del Malines.
A metà aprile l'Atalanta si è ritrovata ad essere l'unica squadra italiana ancora in corsa nelle coppe europee, attirando così su di sé grande attenzione. Il primo match, si è disputato in terra fiamminga, ed ha visto la vittoria dei padroni di casa (2-1) in un confronto molto equilibrato. Il ritorno si è giocato il 20 aprile 1988 in uno stadio Comunale esaurito in ogni ordine di posto, già alcune settimane prima dell'incontro. Il risultato però non ha premiato le attese dei bergamaschi, perché i belgi si sono imposti ancora (1-2).

## Divise e sponsor
Lo sponsor tecnico per la stagione 1987-1988 fu Latas, mentre lo sponsor ufficiale fu Sit-In.
| Casa | Trasferta |

## Organigramma societario
Area direttiva
- Presidente: Cesare Bortolotti
- Vice presidente: Enzo Sensi
- Amministratore delegato: Enzo Sensi

Area organizzativa
- Segretario generale: Giacomo Randazzo
- Accompagnatore ufficiale: Maurizio Bucarelli

Area tecnica
- Direttore sportivo: Franco Landri
- Allenatore: Emiliano Mondonico
- Vice allenatore: Zaccaria Cometti
- Preparatore atletico: Arnaldo Longaretti

Area sanitaria
- Staff medico: Amedeo Amadeo e Aristide Cobelli
- Massaggiatori: Renzo Cividini

## Rosa

Il centrocampista Eligio Nicolini, neoacquisto della stagione e molto prolifico sottorete con 13 gol in 48 gare

| N. |                   | Ruolo | Calciatore         |
| -- | ----------------- | ----- | ------------------ |
|    | Italia (bandiera) | P     | Nello Malizia      |
|    | Italia (bandiera) | P     | Ottorino Piotti    |
|    | Italia (bandiera) | D     | Costanzio Barcella |
|    | Italia (bandiera) | D     | Diego Caverzan     |
|    | Italia (bandiera) | D     | Carmine Gentile    |
|    | Italia (bandiera) | D     | Carlo Osti         |
|    | Italia (bandiera) | D     | Luigino Pasciullo  |
|    | Italia (bandiera) | D     | Domenico Progna    |
|    | Italia (bandiera) | D     | Gianpaolo Rossi    |
|    | Italia (bandiera) | D     | Andrea Salvadori   |
|    | Italia (bandiera) | C     | Valter Bonacina    |
|    | Italia (bandiera) | C     | Ivano Bonetti      |

| N. |                   | Ruolo | Calciatore          |
| -- | ----------------- | ----- | ------------------- |
|    | Italia (bandiera) | C     | Riccardo Bracaloni  |
|    | Italia (bandiera) | C     | Gianmario Consonni  |
|    | Italia (bandiera) | C     | Daniele Fortunato   |
|    | Italia (bandiera) | C     | Andrea Icardi       |
|    | Italia (bandiera) | C     | Eligio Nicolini     |
|    | Italia (bandiera) | C     | Cesare Prandelli    |
|    | Svezia (bandiera) | C     | Glenn Strömberg     |
|    | Italia (bandiera) | A     | Aldo Cantarutti     |
|    | Italia (bandiera) | A     | Giuseppe Compagno   |
|    | Italia (bandiera) | A     | Oliviero Garlini    |
|    | Italia (bandiera) | A     | Giuseppe Incocciati |

## Calciomercato

### Sessione estiva
| Acquisti | Acquisti          | Acquisti     | Acquisti |
| R.       | Nome              | da           | Modalità |
| -------- | ----------------- | ------------ | -------- |
| C        | Daniele Fortunato | L.R. Vicenza | -        |
| C        | Eligio Nicolini   | L.R. Vicenza | -        |
| A        | Oliviero Garlini  | Inter        | -        |

| Cessioni | Cessioni       | Cessioni | Cessioni |
| R.       | Nome           | a        | Modalità |
| -------- | -------------- | -------- | -------- |
| D        | Eugenio Perico | -        | ritirato |
| C        | Marino Magrin  | Juventus | -        |
| C        | Bruno Limido   | Lecce    | -        |

### Sessione invernale
| Acquisti | Acquisti         | Acquisti | Acquisti |
| R.       | Nome             | da       | Modalità |
| -------- | ---------------- | -------- | -------- |
| D        | Andrea Salvatori | Empoli   | -        |
| C        | Ivano Bonetti    | Juventus | -        |

| Cessioni | Cessioni            | Cessioni | Cessioni |
| R.       | Nome                | a        | Modalità |
| -------- | ------------------- | -------- | -------- |
| D        | Luigino Pasciullo   | Empoli   | -        |
| A        | Giuseppe Incocciati | Empoli   | -        |

## Risultati

### Serie B

#### Girone di andata
| Arbitro: | Felicani (Bologna) |

|              |           |             |
| Nicolini 47’ | Marcatori | 73’ Cinello |

| Taranto 20 settembre 1987 2ª giornata | Taranto         | 0 – 0 | Atalanta | Stadio Erasmo Iacovone\| Arbitro: \| Pucci (Firenze) \| |
| Arbitro:                              | Pucci (Firenze) |       |          |                                                         |

| Bergamo 27 settembre 1987 3ª giornata | Atalanta           | 0 – 0 | Bari | Stadio Comunale\| Arbitro: \| Di Cola (Avezzano) \| |
| Arbitro:                              | Di Cola (Avezzano) |       |      |                                                     |

| Arbitro: | Esposito (Torre del Greco) |

|                              |           |                |
| Osio 5’ Prandelli 32’ (aut.) | Marcatori | 75’ Cantarutti |

| Arbitro: | Bruni (Arezzo) |

|                                                    |           |                   |
| Consonni 6’ Nicolini 25’ Fortunato 57’ Garlini 83’ | Marcatori | 54’ (aut.) Icardi |

| Arbitro: | Baldas (Trieste) |

|            |           |             |
| Panero 89’ | Marcatori | 86’ Garlini |

| Arbitro: | Acri (Novi Ligure) |

|                     |           |               |
| Consonni 91’ (aut.) | Marcatori | 25’ Strömberg |

| Arbitro: | Satariano (Palermo) |

|                            |           |  |
| Consonni 65’ Fortunato 70’ | Marcatori |  |

| Arbitro: | Felicani (Bologna) |

|                  |           |  |
| Rossi 10’ (aut.) | Marcatori |  |

| Arbitro: | Fiorenza (Siena) |

|                                        |           |  |
| Cantarutti 19’ Garlini 67’, 73’ (rig.) | Marcatori |  |

| Bergamo 22 novembre 1987 11ª giornata | Atalanta        | 0 – 0 | Padova | Stadio Comunale\| Arbitro: \| Pucci (Firenze) \| |
| Arbitro:                              | Pucci (Firenze) |       |        |                                                  |

| Arbitro: | Luci (Firenze) |

|  |           |                                       |
|  | Marcatori | 10’ Bonacina 55’ Fortunato 86’ Progna |

| Arbitro: | Paparesta (Bari) |

|             |           |                     |
| Serioli 70’ | Marcatori | 2’, 5’, 26’ Garlini |

| Arbitro: | Tuveri (Cagliari) |

|               |           |  |
| Fortunato 63’ | Marcatori |  |

| Arbitro: | Longhi (Roma) |

|                      |           |                     |
| Nicoletti 19’ (rig.) | Marcatori | 29’ (aut.) Citterio |

| Arbitro: | Amendolia (Messina) |

|              |           |  |
| Nicolini 43’ | Marcatori |  |

| Arbitro: | Coppetelli (Tivoli) |

|                                                  |           |  |
| Marronaro 44’ (rig.), 70’ Marocchi 54’ Luppi 73’ | Marcatori |  |

| Arbitro: | Bergamo (Livorno) |

|                                            |           |  |
| Strömberg 1’ Nicolini 27’ Garlini 85’, 90’ | Marcatori |  |

| Arbitro: | Longhi (Roma) |

|                            |           |                          |
| Catalano 47’ Schillaci 79’ | Marcatori | 25’ Garlini 44’ Nicolini |

#### Girone di ritorno
| Trieste 7 febbraio 1988 20ª giornata | Triestina        | 0 – 0 | Atalanta | Stadio Pino Grezar\| Arbitro: \| Cornieti (Forlì) \| |
| Arbitro:                             | Cornieti (Forlì) |       |          |                                                      |

| Arbitro: | Satariano (Palermo) |

|                         |           |            |
| Nicolini 3’ Bonetti 43’ | Marcatori | 65’ Biondo |

| Arbitro: | Baldas (Trieste) |

|            |           |             |
| Cucchi 72’ | Marcatori | 25’ Garlini |

| Arbitro: | Beschin (Legnago) |

|                             |           |          |
| Cantarutti 55’ Nicolini 71’ | Marcatori | 34’ Osio |

| San Benedetto del Tronto 13 marzo 1988 24ª giornata | Sambenedettese    | 0 – 0 | Atalanta | Stadio Riviera delle Palme\| Arbitro: \| Pairetto (Torino) \| |
| Arbitro:                                            | Pairetto (Torino) |       |          |                                                               |

| Bergamo 20 marzo 1988 25ª giornata | Atalanta       | 0 – 0 | Lecce | Stadio Comunale\| Arbitro: \| Luci (Firenze) \| |
| Arbitro:                           | Luci (Firenze) |       |       |                                                 |

| Arbitro: | Satariano (Palermo) |

|                              |           |               |
| Compagno 4’, 41’ Garlini 32’ | Marcatori | 87’ Tovalieri |

| Arbitro: | Amendolia (Messina) |

|               |           |             |
| Montesano 35’ | Marcatori | 58’ Bonetti |

| Arbitro: | Cornieti (Forlì) |

|                    |           |             |
| Garlini 63’ (rig.) | Marcatori | 20’ Monelli |

| Arbitro: | Pezzella (Frattamaggiore) |

|           |           |                |
| Butti 46’ | Marcatori | 69’ Cantarutti |

| Arbitro: | Di Cola (Avezzano) |

|            |           |              |
| Ruffini 4’ | Marcatori | 26’ Bonacina |

| Arbitro: | Quartuccio (Torre Annunziata) |

|                                       |           |                                |
| Garlini 52’ Nicolini 78’ Compagno 88’ | Marcatori | 26’, 60’ F. Rossi 69’ Firicano |

| Arbitro: | Acri (Novi Ligure) |

|                           |           |               |
| Garlini 11’ Fortunato 60’ | Marcatori | 62’ Simonetta |

| Arbitro: | Lombardo (Marsala) |

|  |           |                             |
|  | Marcatori | 14’ Strömberg 42’ Fortunato |

| Arbitro: | Frigerio (Milano) |

|  |           |                                       |
|  | Marcatori | 60’ Nicoletti 82’ Avanzi 87’ Citterio |

| Arbitro: | Baldas (Trieste) |

|                |           |            |
| Occhipinti 63’ | Marcatori | 6’ Garlini |

| Arbitro: | Pezzella (Frattamaggiore) |

|              |           |              |
| Nicolini 34’ | Marcatori | 40’ Pradella |

| Arbitro: | Pairetto (Torino) |

|                          |           |  |
| M. Rossi 37’ Palanca 46’ | Marcatori |  |

| Arbitro: | Sguizzato (Verona) |

|             |           |  |
| Garlini 19’ | Marcatori |  |

### Coppa Italia

#### Fase a gironi - Settimo girone
| Arbitro: | Guidi (Bologna) |

|                                        |           |           |
| Garlini 17’ Fortunato 31’ Bonacina 84’ | Marcatori | 19’ Pizzi |

| Arbitro: | Amendolia (Messina) |

|                       |           |              |
| Polster 4’ Gritti 57’ | Marcatori | 14’ Nicolini |

| Arbitro: | Bailo (Novi Ligure) |

|                                 |           |           |
| Garlini 51’ Nicolini 80’ (rig.) | Marcatori | 41’ Urban |

| Arbitro: | Paparesta (Bari) |

|                            |           |  |
| Pari 56’ Progna 58’ (aut.) | Marcatori |  |

| Arbitro: | Gava (Conegliano) |

|                                      |                      |                                            |
| Tovalieri Ermini Nappi Carrara Butti | Tiri di rigore 5 – 4 | Nicolini Garlini Icardi Pasciullo Compagno |

### Coppa delle Coppe
| Arbitro: | Gilson |

|                         |           |            |
| Rogers 34’ Williams 82’ | Marcatori | 41’ Progna |

| Arbitro: | Mintoff |

|                            |           |  |
| Garlini 16’ Cantarutti 21’ | Marcatori |  |

| Arbitro: | Schmidhuber |

|             |           |  |
| Persias 17’ | Marcatori |  |

| Arbitro: | Biguet |

|                          |           |  |
| Nicolini 22’ Garlini 73’ | Marcatori |  |

| Arbitro: | Kirschen |

|                                    |           |  |
| Nicolini 44’ (rig.) Cantarutti 79’ | Marcatori |  |

| Arbitro: | Brummeier |

|             |           |                |
| Houtman 34’ | Marcatori | 82’ Cantarutti |

| Arbitro: | Aladrén |

|                       |           |               |
| Ohana 7’ den Boer 83’ | Marcatori | 82’ Strömberg |

| Arbitro: | Butenko |

|                    |           |                       |
| Garlini 39’ (rig.) | Marcatori | 57’ Rutjes 80’ Emmers |

## Statistiche

### Statistiche dei giocatori
| Giocatore      | Serie B  | Serie B | Serie B     | Serie B    | Coppa Italia | Coppa Italia | Coppa Italia | Coppa Italia | Coppa delle Coppe | Coppa delle Coppe | Coppa delle Coppe | Coppa delle Coppe | Totale   | Totale | Totale      | Totale     |
| Giocatore      | Presenze | Reti    | Ammonizioni | Espulsioni | Presenze     | Reti         | Ammonizioni  | Espulsioni   | Presenze          | Reti              | Ammonizioni       | Espulsioni        | Presenze | Reti   | Ammonizioni | Espulsioni |
| -------------- | -------- | ------- | ----------- | ---------- | ------------ | ------------ | ------------ | ------------ | ----------------- | ----------------- | ----------------- | ----------------- | -------- | ------ | ----------- | ---------- |
| C. Barcella    | 21       | 0       | ?           | ?          | 4            | 0            | ?            | ?            | 7                 | 0                 | ?                 | ?                 | 32       | 0      | ?           | ?          |
| W. Bonacina    | 28       | 2       | ?           | ?          | 5            | 1            | ?            | ?            | 4                 | 0                 | ?                 | ?                 | 37       | 3      | ?           | ?          |
| I. Bonetti     | 26       | 2       | ?           | ?          | 0            | ?            | ?            | 0            | 4                 | 0                 | ?                 | ?                 | 30       | 2+     | ?           | 0+         |
| R. Bracaloni   | 2        | 0       | ?           | ?          | 0            | 0            | ?            | ?            | 0                 | 0                 | ?                 | ?                 | 2        | 0      | ?           | ?          |
| A. Cantarutti  | 24       | 4       | ?           | ?          | 2            | 0            | ?            | ?            | 6                 | 3                 | ?                 | ?                 | 32       | 7      | ?           | ?          |
| D. Caverzan    | 2        | 0       | ?           | ?          | 0            | 0            | ?            | ?            | 0                 | 0                 | ?                 | ?                 | 2        | 0      | ?           | ?          |
| G. Compagno    | 13       | 3       | ?           | ?          | 4            | 0            | ?            | ?            | 1                 | 0                 | ?                 | ?                 | 18       | 3      | ?           | ?          |
| G. Consonni    | 19       | 2       | ?           | ?          | 3            | 0            | ?            | ?            | 5                 | 0                 | ?                 | ?                 | 27       | 2      | ?           | ?          |
| D. Fortunato   | 38       | 6       | ?           | ?          | 2            | 1            | ?            | ?            | 8                 | 0                 | ?                 | ?                 | 48       | 7      | ?           | ?          |
| O. Garlini     | 34       | 17      | ?           | ?          | 5            | 2            | ?            | ?            | 6                 | 3                 | ?                 | ?                 | 45       | 22     | ?           | ?          |
| C. Gentile     | 34       | 0       | ?           | ?          | 5            | 0            | ?            | ?            | 7                 | 0                 | ?                 | ?                 | 46       | 0      | ?           | ?          |
| A. Icardi      | 32       | 0       | ?           | ?          | 5            | 0            | ?            | ?            | 8                 | 0                 | ?                 | ?                 | 45       | 0      | ?           | ?          |
| G. Incocciati  | 4        | 0       | ?           | ?          | 3            | 0            | ?            | ?            | 3                 | 0                 | ?                 | ?                 | 10       | 0      | ?           | ?          |
| N. Malizia     | 0        | 0       | ?           | ?          | 0            | 0            | ?            | ?            | 0                 | 0                 | ?                 | ?                 | 0        | 0      | ?           | ?          |
| E. Nicolini    | 35       | 9       | ?           | ?          | 5            | 2            | ?            | ?            | 8                 | 2                 | ?                 | ?                 | 48       | 13     | ?           | ?          |
| C. Osti        | 6        | 0       | ?           | ?          | 0            | 0            | ?            | ?            | 1                 | 0                 | ?                 | ?                 | 7        | 0      | ?           | ?          |
| L. Pasciullo   | 2        | 0       | ?           | ?          | 5            | 0            | ?            | ?            | 1                 | 0                 | ?                 | ?                 | 8        | 0      | ?           | ?          |
| O. Piotti      | 38       | -34     | ?           | ?          | 5            | -6           | ?            | ?            | 8                 | -8                | ?                 | ?                 | 51       | -48    | ?           | ?          |
| C. Prandelli   | 8        | 0       | ?           | ?          | 4            | 0            | ?            | ?            | 4                 | 0                 | ?                 | ?                 | 16       | 0      | ?           | ?          |
| D. Progna      | 36       | 1       | ?           | ?          | 5            | 0            | ?            | ?            | 6                 | 1                 | ?                 | ?                 | 47       | 2      | ?           | ?          |
| G. Rossi       | 26       | 0       | ?           | ?          | 3            | 0            | ?            | ?            | 5                 | 0                 | ?                 | ?                 | 34       | 0      | ?           | ?          |
| A. Salvadori   | 25       | 0       | ?           | ?          | 0            | 0            | ?            | ?            | 3                 | 0                 | ?                 | ?                 | 28       | 0      | ?           | ?          |
| G.P. Strömberg | 34       | 3       | ?           | ?          | 3            | 0            | ?            | ?            | 7                 | 1                 | ?                 | ?                 | 44       | 4      | ?           | ?          |